# Tom van ’t Hek

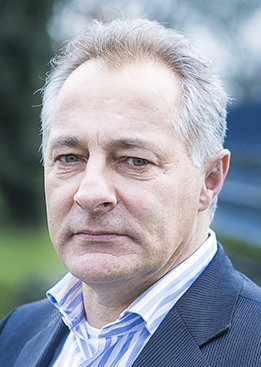
Tom van ’t Hek, 2012

Thomas „Tom“ Maria van ’t Hek (* 1. April 1958 in Naarden) ist ein ehemaliger niederländischer Hockeyspieler, der 1990 Weltmeister sowie 1983 und 1987 Europameister war. Später war er als Trainer erfolgreich.

## Sportliche Karriere
Der 1,73 m große Stürmer bestritt von 1976 bis 1992 insgesamt 221 Länderspiele für die niederländische Nationalmannschaft, in denen er 106 Tore erzielte.
1978 bei der Weltmeisterschaft in Buenos Aires belegten die Niederländer in der Vorrunde den zweiten Platz hinter der Mannschaft Pakistans. Mit einem 3:2-Halbfinalsieg über die australische Mannschaft erreichten die Niederländer das Finale. Weltmeister wurde Pakistan mit einem 3:2-Finalsieg gegen die Niederländer. Tom van ’t Hek wirkte in drei Vorrundenpartien mit. Bei der Europameisterschaft 1978 in Hannover gewannen die Niederländer ihre Vorrundengruppe und bezwangen im Halbfinale das englische Team mit 5:0. Im Finale unterlagen die Niederländer der deutschen Mannschaft mit 2:3 nach Verlängerung. Tom van ’t Hek wirkte in allen sieben Spielen mit und erzielte drei Tore, zwei davon im Halbfinale. An den Olympischen Spielen 1980 konnte Doyer wegen des Olympiaboykotts der Niederländer nicht teilnehmen.
Bei der Weltmeisterschaft 1982 in Bombay belegten die Niederländer in der Vorrunde den zweiten Platz hinter den Australiern. Nach einer 2:4-Niederlage im Halbfinale gegen Pakistan unterlagen die Niederländer im Spiel um den dritten Platz den Australiern ebenfalls mit 2:4. Tom van ’t Hek wirkte in allen sieben Spielen mit und konnte vier Tore erzielen. 1983 waren die Niederländer in Amsterdam Gastgeber der Europameisterschaft. Die Niederländer gewannen ihre Vorrundengruppe und besiegten im Halbfinale die deutsche Mannschaft mit 4:1. Im Finale trafen sie auf die sowjetische Mannschaft. Das Spiel stand am Ende der regulären Spielzeit 2:2 und am Ende der Verlängerung 4:4. Im Siebenmeterschießen siegten die Niederländer mit 8:6. Tom van ’t Hek erzielte im Turnierverlauf vier Tore. 1984 in Los Angeles nahm er als Spieler an seinen einzigen Olympischen Spielen teil. Als Vorrundendritte spielten die Niederländer nur um die Plätze 5 bis 8, letztlich belegten sie den sechsten Platz. Tom van ’t Hek wirkte in sieben Spielen mit und erzielte im Turnierverlauf sechs Tore.
1986 bei der Weltmeisterschaft in London wirkte van ’t Hek in allen sieben  Spielen mit. Die Niederländer belegten den siebten Platz. Bei der Europameisterschaft 1987 in Moskau wirkte er in allen sieben Spielen mit und erzielte im Finale den einzigen Treffer der Niederländer in der regulären Spielzeit. In der Vorrunde belegten die Niederländer den zweiten Platz hinter der englischen Mannschaft. Im Finale trafen die beiden Mannschaften erneut aufeinander und die Niederländer gewannen nach Siebenmeterschießen. Nach fast zwei Jahren Pause kehrte er 1989 noch einmal in die Nationalmannschaft zurück. Bei der Weltmeisterschaft 1990 in Lahore wirkte er in allen sieben Spielen mit und erzielte zwei Treffer. Die Niederländer belegten in der Vorrunde den zweiten Platz hinter den Australiern und bezwangen im Halbfinale die deutsche Mannschaft nach Verlängerung. Im Finale besiegten die Niederländer die Mannschaft aus dem Gastgeberland mit 3:1. Nach dem Weltmeistertitel bestritt Tom van ’t Hek noch fünf Länderspiele.
Tom van ’t Hek spielte für den SV Kampong, mit dem er 1985 niederländischer Meister wurde.
Nach dem Ende seiner aktiven Karriere wurde Tom van ’t Hek Trainer der niederländischen Damennationalmannschaft. Bei den Olympischen Spielen 1996 und 2000 gewann die Mannschaft jeweils die Bronzemedaille, dazwischen erkämpfte die Mannschaft die Silbermedaille bei der Weltmeisterschaft 1998 in Utrecht. 1995 und 1999 siegte sein Team bei der Europameisterschaft. 2000 wurde Marc Lammers sein Nachfolger.
Später war Tom van ’t Hek als Moderator bei Sportsendungen im niederländischen Fernsehen zu sehen. Der Kabarettist Youp van ’t Hek ist sein Bruder.